# 신양항 (제주시)
신양항(新陽港, Sinyang Fishing Port)은 제주특별자치도 제주시 추자면 신양1리, 하추자도(下楸子島) 섬에 있는 어항이다.  국가어항으로 지정되었으며, 관리청은 해양수산부 제주특별자치도, 시설관리자는 제주시장이다.

## 연혁
- 신양항은 어선의 긴급 대피항과 도서민의 생활 기반을 조성하기 위한 어항으로서, 1971년 12월 31일 제1종 어항으로 지정되었다.
- 이후 개발이 미진하다가 11년 뒤인 1982년 기본 시설 계획이 수립된 이후 집중적인 투자가 이루어졌다. 이에 따라 1998년까지 151억 5900만 원을 투자하여 동방파제 640m, 남방파제 295m, 물양장 525m, 선양장 30m 공사를 시행하여 시설을 완공하였다.
- 2000년 이후 30억 1900만 원을 투자하여 투자형 해경부두 축조 65m, 방파제 보강 1식 등의 공사를 시행하였다.
- 2005년 12월 1일 「어항법」이 폐지되고 「어촌·어항법」이 제정됨에 따라 신양항은 제1종 어항에서 국가어항으로 변경되었다.

## 어항구역
본 항의 어항구역은 다음과 같다.
- 수역: 신양리 동측 돌출부 선단에서 남서측 대안(117m 정상) 돌출부와 연결한 선을 따라 형성된 공유수면[1]
- 육역: 제주특별자치도 제주시 추자면 신양리 434-10 외 12필지[2](상세내역은 생략)

## 시설 현황
신양항은 제주시 추자면 하추자도(下楸子島)에 위치한다. 항내수 면적은 0.219km2, 정온수 면적은 0.178km2에 이르며 10톤급 어선 330척을 수용할 수 있다. 2006년 신양항 이용자가 증가함에 따라 추자면에서는 신양항 대합실 주변에 약 50면의 주차 공간을 확보하기로 하고 사업을 추진하였다.

## 기본 계획
2010년 9월 7일 농림수산식품부장관이 신양항 국가어항 기본계획을 변경 고시하였다. 변경된 기본계획은 다음과 같다.
- 동방파제(보강 1식) 740m, 남방파제 252m, 무량장 370m, 안벽 250m, 선양장 30m, 호안(투기장호안 포함) 268m, 돌제부두 50m, 준설 83.0천m3, 부대공 1식

## 기상 여건
연간 최고 기온은 32°C, 최저 기온은 -6.5°C, 연평균 강수량은 700mm, 연평균 강우일은 131일이다. 조위는 최고 만조위 2.834m, 평균 해수면 1.417m, 소조 평균 간조위는 0.704m, 대조 평균 간조위는 0.403m를 나타낸다.

## 여객선
제주항에서 신양항까지 연결되는 여객선은 송림해운의 송림블루오션호이며, 제주에서 신양항을 거쳐 완도로 가는 카 페리다. 소요 시간은 약 3시간 30분 정도이다. 
한일고속도 카 페리인 레드펄호를 제주 - 신양 - 완도 노선에 운항한 적이 있으며, 레드펄호의 선령 만료 후에는 송림블루오션호를 임차해서 운항했으나 적자로 인해 2023년 7월 16일에 운항을 중지하고 송림해운에 카 페리를 반환했다. 이후 공백기를 거쳐서 송림해운이 노선을 직영하기로 하고, 2024년 5월 14일부터 제주 - 신양항 - 완도 카 페리 노선의 운항을 재개했다.
종종 추자면 신양리에 있는 신양항과 서귀포시 성산읍에 있는 신양항을 혼동하는 경우가 있다.

## 같이 보기
- 추자군도